# Unterseeboot UB-88
Pour les autres navires du même nom, voir Unterseeboot 88.
L'Unterseeboot UB-88 est un sous-marin (U-Boot) allemand de type UB III utilisé par la Kaiserliche Marine pendant la Première Guerre mondiale. Il est mis en service dans la marine impériale allemande le 26 janvier 1918.

## Conception
Comme tous les sous-marins de type UB III, l’UB-88 avait un déplacement de 510 tonnes en surface et de 640 tonnes en immersion. Ses moteurs lui permettaient de naviguer à 13 nœuds (24 km/h) en surface et à 7,4 nœuds (13,7 km/h) en immersion. Il avait une autonomie de 7120 milles marins (13190 km) à sa vitesse de croisière. L'UB-88 transportait 10 torpilles et était armé d’un canon de pont de 10,5 cm. L'UB-88 avait un équipage pouvant compter jusqu’à 3 officiers et 31 hommes. 

## Historique des services
L'UB-88 a été construit par AG Vulcan à Hambourg. Après un peu moins d’un an de construction, il a été lancé à Hambourg le 11 décembre 1917. Il a été mis en service au début de l’année suivante sous le commandement de l'Oberleutnant zur See Johannes Ries.
L'UB-88 s’est rendu aux États-Unis le 26 novembre 1918, conformément aux exigences de l’armistice avec l’Allemagne. Il a été rénové et a fait une tournée en 1919 depuis New York, le long de la côte est des États-Unis et le long du fleuve Mississippi avant de traverser le canal de Panama et de parcourir la côte Ouest jusqu’à Seattle, dans l’État de Washington.
Après avoir été dépouillé de toutes les pièces utiles et de tout le matériel récupérable, il est coulé comme cible le 3 janvier 1921 par le destroyer USS Wilkes au large de San Pedro (comté de Los Angeles) en Californie,.
Les hélices ont été conservées et exposées dans la ville de San Pedro, mais ont été volées en 1923 par des voleurs de métaux et n’ont jamais été retrouvées.
L’épave du navire a été retrouvée en juillet 2003 à l’aide de données sonar accessibles au public, dans le cadre du projet de cartographie des fonds marins du Pacifique. Elle se trouve à la verticale à environ 7,5 milles (12 km) au sud de l’entrée du port de Los Angeles, à une profondeur de 58 m. La coque extérieure s’est corrodée, révélant la coque intérieure sous pression. Des plongeurs sont entrés dans l’épave et ont trouvé l’intérieur presque entièrement vide. Comme l'UB-88 a reçu une commission spéciale dans la marine des États-Unis, l’épave est protégée par le Sunken Military Craft Act.

## Affectations
- Flottille des Flandres I : du 12 juin au 4 octobre 1918
- IIe flottille : du 4 octobre au 11 novembre 1918[5]

## Commandants
- Oberleutnant zur See Johannes Ries[6] : du 26 janvier au 15 février 1918
- Kapitänleutnant Reinhard von Rabenau[7]  : du 16 février au 11 novembre 1918

## Navires coulés
| Date              | Nom                  | Nationalité    | Tonnage | Destin.   |
| ----------------- | -------------------- | -------------- | ------- | --------- |
| 10 juin 1918      | Princess Maud        | United Kingdom | 1566    | Coulé     |
| 10 juin 1918      | Dora                 | Suède          | 1555    | Coulé     |
| 22 juin 1918      | Avance               | Suède          | 1585    | Coulé     |
| 23 juin 1918      | London               | United Kingdom | 1706    | Coulé     |
| 25 juin 1918      | African Transport    | United Kingdom | 4482    | Coulé     |
| 25 juin 1918      | Moorlands            | United Kingdom | 3602    | Coulé     |
| 29 juin 1918      | Herdis               | United Kingdom | 1157    | Coulé     |
| 29 juin 1918      | Sixty-six            | United Kingdom | 214     | Coulé     |
| 30 juillet 1918   | Bayronto             | United Kingdom | 6045    | Endommagé |
| 3 août 1918       | Berwind              | United States  | 2589    | Coulé     |
| 3 août 1918       | Lake Portage         | United States  | 1998    | Coulé     |
| 4 août 1918       | Hundvaagø            | Norvège        | 1901    | Coulé     |
| 9 août 1918       | Anselma De Larrinaga | United Kingdom | 4090    | Endommagé |
| 16 septembre 1918 | Philomel             | United Kingdom | 3050    | Coulé     |
| 19 septembre 1918 | Fanny                | Suède          | 1450    | Coulé     |
| 22 septembre 1918 | Polesley             | United Kingdom | 4221    | Coulé     |